# Djúpavík
Djúpavík ligt in het noordwesten van IJsland in de regio Vestfirðir. De geschiedenis van het dorpje gaat terug naar 1917, toen Elías Stefánsson de eerste haringfabriek begon. Dit bleek maar van korte duur, want in 1919 ging de fabriek failliet en in 1921 werd het dorp verlaten.
In 1934 werd de Firma Djúpavík Ltd. opgericht en werd er gestart met de bouw van een nieuwe haringfabriek. Ondanks het feit dat de weersomstandigheden slecht waren, en alle bouwmaterialen per schip moest worden aangevoerd omdat er geen wegen naar het dorp gingen, werd de fabriek in slechts één jaar gebouwd. In die tijd was het zelfs het grootste betonnen gebouw op IJsland, en een van de grootsten in Europa. In juli 1935 was de fabriek operationeel. Haring werd vanaf zee aangevoerd, en de betere kwaliteit werd direct gezouten en in tonnen verpakt. De mindere kwaliteit werd in de fabriek verwerkt tot vismeel en visolie.  
Uit het hele land werden werknemers naar Djúpavík gehaald. Mannen werkten in de fabriek en waren gehuisvest in een oude vistrawler die naast de fabriek lag. Vrouwen maakten de haring schoon en verpakten deze in tonnen. De vrouwen werden gehuisvest in het gebouw wat vandaag de dag het hotel is. Destijds werkten de mannen en vrouwen strikt gescheiden van elkaar.
De zaken gingen zeer goed en de fabriek draaide overuren. Steeds meer werknemers gingen aan het werk, en namen vrouwen en kinderen mee. Zodoende ontstonden er meerdere gebouwen en scholen, en werden mannen en vrouwen ook niet meer gescheiden. Er moest hard worden gewerkt, in vaak barre weersomstandigheden, maar voor die tijd waren de verdiensten goed. In de fabriek werd continu geïnnoveerd en zij stond destijds als zeer modern te boek. 
Door overbevissing liep de haringvangst in 1944 sterk achteruit, tot er tussen 1948 en 1950 zelfs helemaal niets meer werd gevangen. Door gebruik van andere soorten vis kon de fabriek nog tot 1954 blijven draaien, maar werd daarna gesloten, waarna de meeste inwoners van Djúpavík vertrokken. De Firma Djúpavík Ltd. werd in 1968 uiteindelijk opgeheven. De fabriek werd geheel compleet en ingericht achtergelaten en Djúpavík raakte verlaten.
Pas 1984 keerde de kleinzoon van een oud medewerker van de fabriek terug naar Djúpavík, met als doel de fabriek op te knappen en opnieuw in gebruik te nemen. Hij met zijn vrouw en 3 kinderen werden de enige bewoners van het dorp. Al snel werd duidelijk dat het niet haalbaar was om de fabriek weer operationeel te krijgen en werd besloten het voormalige vrouwenverblijf om te bouwen tot hotel en toeristen aan te trekken. Tegenwoordig is het een goedlopend hotel wat ondanks dat het dorp in de winter nauwelijks bereikbaar is, het gehele jaar door geopend is. De eigenaren zijn de enige vaste bewoners van het dorp, er zijn nog enkele andere woningen in gebruik, maar alleen als zomerverblijf. 
Tegenwoordig is de oude haringfabriek te bezoeken als museum. Ook de oude vistrawler ligt nog steeds naast de fabriek. De eigenaar van hotel is ook eigenaar van de fabriek en organiseert in de zomermaanden 2x per dag een rondleiding door de fabriek. Tegenwoordig worden de verschillende ruimten in het hotel gebruikt voor het organiseren van kunsttentoonstellingen, concerten en speciale gelegenheden zoals bruiloften. Ook zijn er opnamen voor diverse films in de fabriek gemaakt. Met deze opbrengsten en die van de rondleidingen proberen de eigenaren de fabriek te onderhouden en te bewaren voor de toekomst.

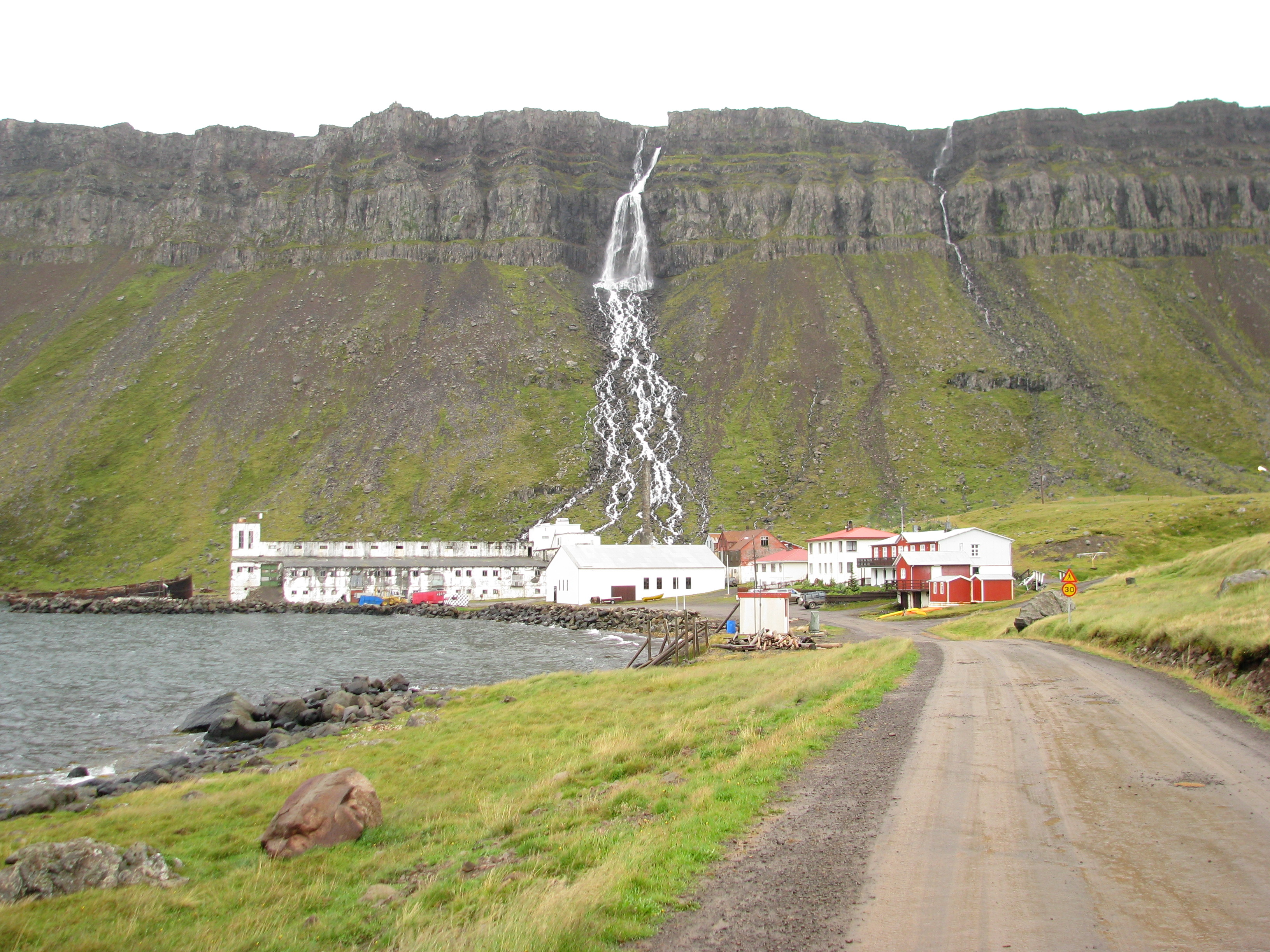
Djúpavík.